# Koszyczek do szklanki

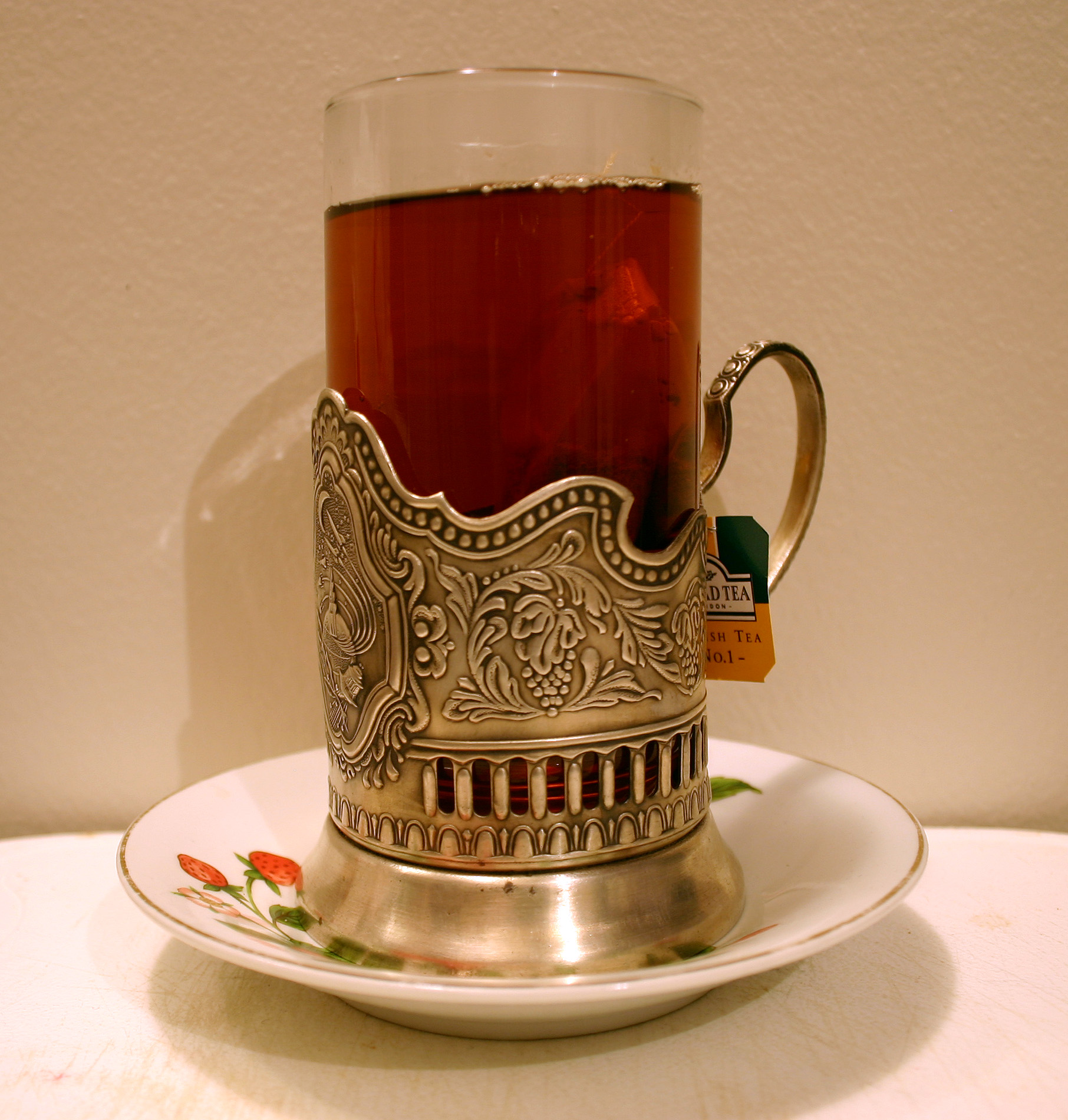
Radziecki podstakannik dekorowany motywem związanym z odkrywaniem kosmosu

Koszyczek lub koszyk do szklanki, podstakannik lub podstakanka – podstawka z uchem (uchwytem na palec lub palce) do szklanki napełnionej gorącym napojem.
Używanie podstakanników do serwowania herbaty w szklankach było charakterystyczne dla kuchni rosyjskiej, współcześnie tradycja ta jest w kontynuowana w cateringu oferowanym w transporcie kolejowym. Podawanie gorącej herbaty lub kawy w szklankach umieszczonych w koszyczkach było popularne w Polsce w okresie PRL-u.

## Opis
Koszyczki do szklanek mają kształt cylindrycznego pojemnika z pojedynczym uchwytem z boku. Ich dno może być pełne lub ażurowe. Najczęściej są wykonane z metalu, np. aluminium czy cyny, stali nierdzewnej i stopów metali. Mogą być też zrobione z plastiku.
W koszyczkach umieszcza się szklanki z cienkościennego szkła. Umieszczenie szklanki w koszyczku zwiększa komfort picia i chroni przed ewentualnym oparzeniem palców, gdyż izoluje dłoń od gorącej szklanki oraz zwiększa stabilność jej trzymania w ręce.
Boczne ścianki koszyczka często są ozdabiane przez wycinanie, grawerowanie czy odlewanie wzorów, dodatkowo nadając im funkcję dekoracyjną. Dawniej były zdobione ornamentami roślinnymi, architektonicznymi i geometrycznymi. Do zdobienia stosowano wielobarwne emalie i technikę niella.

## Rosyjskie podstakanniki

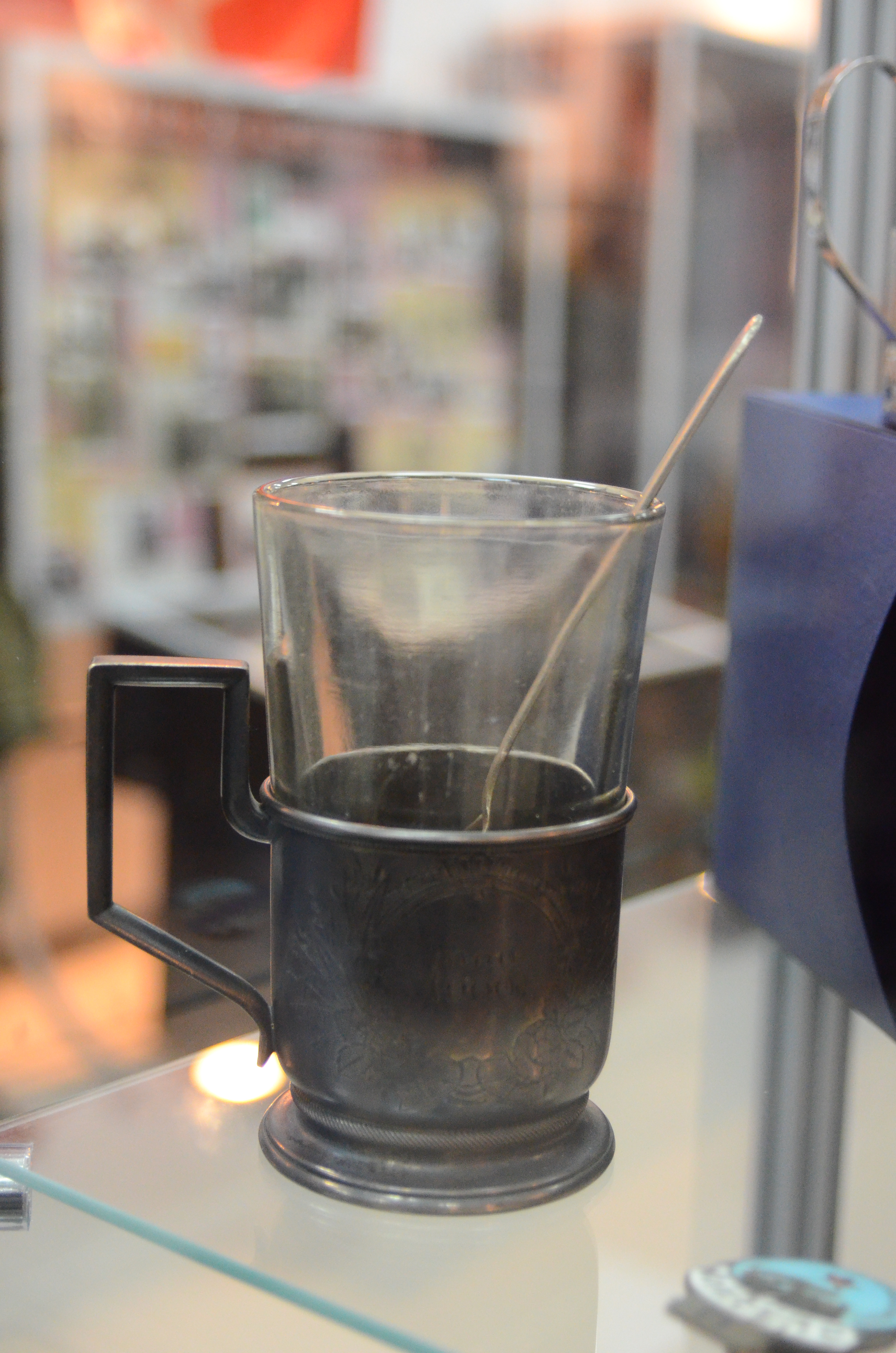
Prosty podstakannik ze szklanką

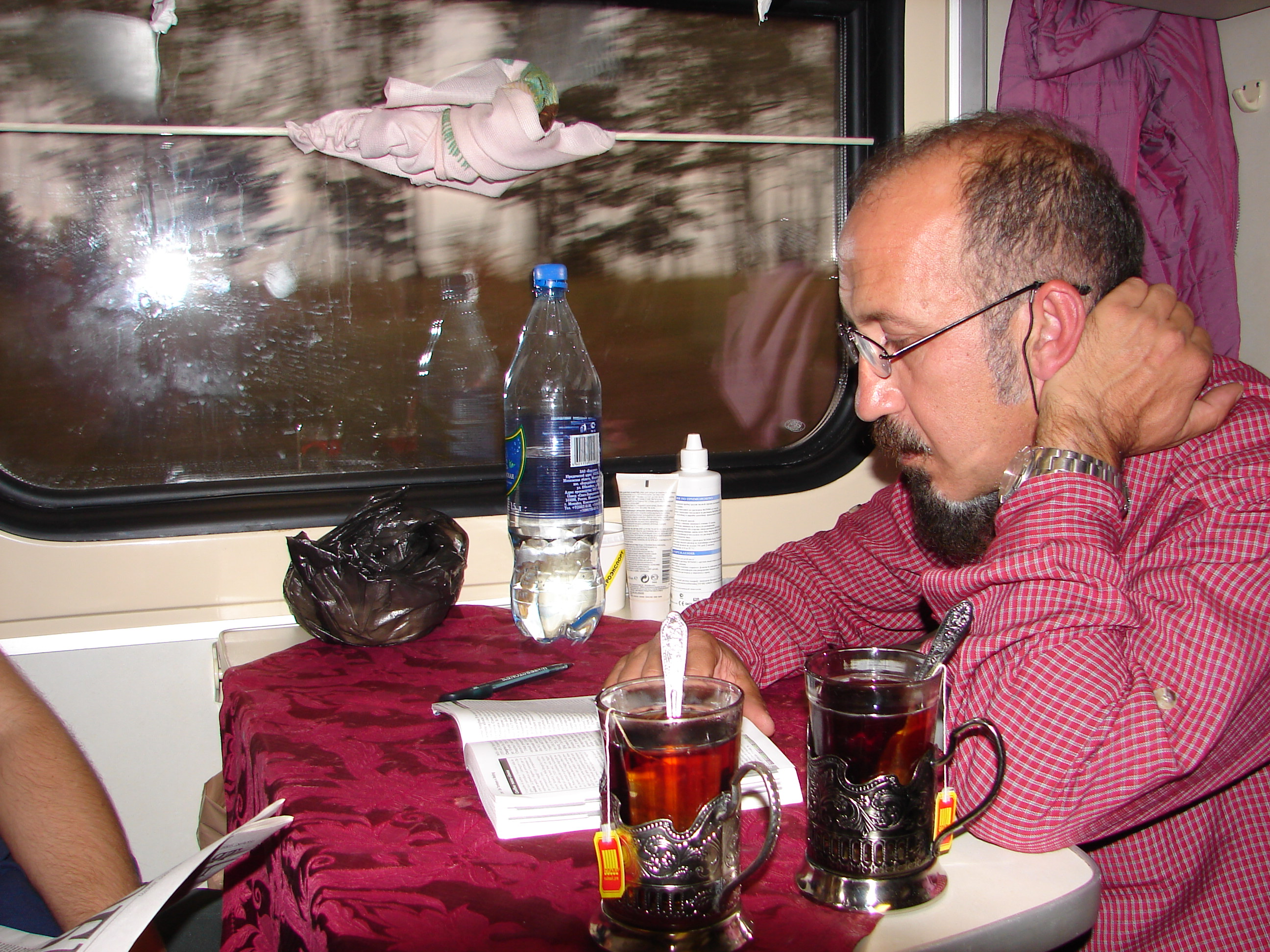
Szklanki z podstakannikami w pociągu Kolei Transsyberyjskiej

Pierwsze podstakanniki pojawiły się w Rosji pod koniec XVIII wieku, aby ułatwić picie gorącej herbaty ze szklanek eleganckim mężczyznom, albowiem ówczesna etykieta pozwalała jedynie damom na picie herbaty z porcelanowych filiżanek.
Do wybuchu rewolucji październikowej podstakanniki były używane głównie przez zamożnych Rosjan do picia gorącej herbaty. Były wykonywane techniką odlewu artystycznego z drogich materiałów w prywatnych lub autorskich pracowniach i charakteryzowały się ekskluzywnym wzornictwem. Luksusowe podstakanniki były zrobione ze złota, srebra lub pozłacane, bogato zdobione techniką filigranu lub emalią. Te odlewane z mosiądzu lub cyny znajdowały się w wielu gospodarstwach domowych.
Obowiązkowe stosowanie podstakanników do serwowania herbaty w pociągach wprowadził minister transportu Siergiej Witte. Podstakanniki przeznaczone do użytkowania w pociągach były produkowane w mieście Kolczugino w fabryce należącej do Aleksandra Kolczugina, która po rewolucji została znacjonalizowana i kontynuowała ich produkcję.
Od lat 30. XX wieku używanie podstakanników w ZSRR stało się modne. Były produkowane masowo, a nawet wykorzystywane jako narzędzia państwowej propagandy – ich dekoracje nawiązywały do ważnych wydarzeń politycznych i kulturalnych w kraju. Ich wzornictwo charakteryzowało się m.in. obecnością sloganów, gwiazd, sierpa i młota. Obok podstakanników zrobionych ze stopów metali (miedzi, niklu i cynku, które posrebrzano, a także miedzi i niklu), pojawiły się podstakanniki z aluminium lub stali nierdzewnej.
Największą popularnością wśród radzieckich obywateli koszyczki do herbaty cieszyły się od końca lat 40. aż do początku lat 70. XX wieku. Ich ceny wynosiły od 1 do 5 rubli za sztukę w zależności od materiału, z którego zostały wykonane. W latach 50. (aż do lat 70. XX wieku włącznie) podstakanniki wytwarzało w ZSRR 15 różnych fabryk.
Podstakanniki są w dalszym ciągu produkowane (zarówno te artystycznie wykonane, jak i wytwarzane fabrycznie) i używane w Rosji, głównie do serwowania herbaty w pociągach i na statkach. Bywają nawet artykułem eksportowym. Są też kolekcjonowane.

## Herbata „ze szklanki” w koszyczku
Metalowe uchwyty do szklanek stały się popularne w Warszawie w XIX wieku. Początkowo były importowane z Rosji i nazywane z rosyjska podstakankami od wyrazu stakan (стакан), czyli szklanka i pod (под), czyli pod, a ich nazwa związana była z funkcją, którą pełniły.
Już pod koniec XIX wieku bogaty wybór koszyków na szklanki oferowały warszawskie firmy złotnicze. Te, które były zainspirowane rosyjskimi podstakannikami przedstawiały motywy kwiatowe (konwalii, fiołków), sceny z polowania, rozpędzoną trojkę, sceny z baśni i legend, łabędzie (będące nawiązaniem do opery Lohengrin) czy rzadziej chłopskie chaty lub wiejskie i miejskie pejzaże.
Obyczaj picia herbaty lub kawy ze szklanki umieszczonej w koszyczku i często dodatkowo na szklanym spodeczku był popularny również w czasach PRL-u wśród wszystkich warstw społecznych. Na szklanym spodeczku można było położyć łyżeczkę po posłodzeniu napoju. Szklanki z koszyczkiem weszły do historii polskiej sztuki użytkowej. W Polsce najczęściej były produkowane ze stopu metali lub plastiku. Można było też spotkać koszyczki bez ucha, wiklinowe lub wykonane szydełkiem z włóczki.
Obecnie są rzadziej używane. Bywają kolekcjonowane.